# هورتون وليامز
هورتون وليامز (بالإنجليزية: Horton Williams)‏ هو قاضي ومحامي أسترالي، ولد في 21 أبريل 1933 في سيدني في أستراليا.